# João Vitti
João Luiz Vitti (Piracicaba, 30 oktober 1967) is een Braziliaans acteur.

## Biografie
João Vitti begon zijn opleiding aan de Unicamp (Universidade Estadual de Campinas) in São Paulo. Hij begon zijn theatercarrière in 1983 met het gezelschap 'Shekyspira'.
Zijn eerste rol op het podium was de rol van Pedro Rocha Teixeira in A Escola, een toneelstuk geschreven door Miguel M. Abrahão.
Met Pássaro da Manhã, geschreven door dezelfde auteur, won hij zijn eerste prijs voor de beste acteur van 1984 op de Festival de Teatro Salesiano (FEST), gehouden in São Paulo.
Zijn werk in het toneelstuk O Concílio do Amor, geregisseerd door Gabriel Vilela in 1989, gaf hem de kans om zijn eerste werk te doen voor TV Globo..
João Vitti is getrouwd met actrice Valeria Alencar sinds 1996 en heeft twee zonen, Rafael en Francisco.

## Televisiewerk
| Jaar | Titel                                  | Rol                       | Uitgezonden door  |
| ---- | -------------------------------------- | ------------------------- | ----------------- |
| 2010 | Uma Rosa com Amor (telenovela)         | Carlos                    | SBT               |
| 2007 | Luz do Sol (telenovela)                | Gregório Mendes Corrêa    | Rede Record       |
| 2006 | Alta Estação (telenovela)              | Gustavo Pereira           | Rede Record       |
| 2005 | Avassaladoras (serie)                  | Celso Steiner             | Rede Record       |
| 2005 | Essas Mulheres (telenovela)            | Paulo Silva               | Rede Record       |
| 2004 | Um Só Coração (miniserie)              | Abílio                    | Rede Globo        |
| 2001 | O Direito de Nascer (telenovela)       | Jorge Luiz                | SBT               |
| 2000 | O Cravo e a Rosa (telenovela)          | Serafim Amaral            | Rede Globo        |
| 1997 | Direito de Vencer (telenovela)         | Carlo                     | Rede Record       |
| 1997 | A Filha do Demônio (telenovela)        | Demônio                   | Rede Record       |
| 1996 | O Campeão (telenovela)                 | Weber                     | Rede Bandeirantes |
| 1994 | Éramos Seis (telenovela)               | Lúcio                     | SBT               |
| 1992 | De Corpo e Alma (telenovela)           | Fernando Azevedo ou Nando | Rede Globo        |
| 1992 | Despedida de Solteiro (telenovela)     | Xampu                     | Rede Globo        |
| 1992 | Perigosas Peruas (telenovela)          | Deelname                  |                   |
| 1990 | Boca do Lixo (miniserie)               | Deelname                  | Rede Globo        |
| 1990 | Brasileiras e Brasileiros (telenovela) | Deelname                  | SBT               |